# Skalka
Skalka este o arie protejată (arie specială de conservare — SAC, sit de importanță comunitară — SCI) din Slovacia întinsă pe o suprafață de 9.715,06 ha, integral pe uscat.

## Localizare
Centrul sitului Skalka este situat la coordonatele 48°28′32″N 19°00′28″E / 48.475556°N 19.007778°E.

## Înființare
Situl Skalka a fost declarat sit de importanță comunitară în aprilie 2004 pentru a proteja 18 specii de animale. Situl a fost protejat și ca arie specială de conservare în martie 2004.

## Biodiversitate
Situată în ecoregiunea alpină, aria protejată conține 14 habitate naturale: Păduri pe pante, grohotișuri și ravene de Tilio-Acerion, Păduri panonice cu Quercus pubescens, Fânețe de joasă altitudine (Alopecurus pratensis, Sanguisorba officinalis), Păduri de fag Asperulo-Fagetum, Pajiști stepice subpanonice, Păduri panonice-balcanice de stejar turcesc - stejar sesil, Roci stâncoase cu vegetație pionieră de Sedo-Scleranthion sau Sedo albi-Veronicion dillenii, Liziere de ierburi înalte hidrofile de câmpie și de nivel montan până la alpin, Pajiști cu Molinia pe soluri calcaroase, turboase sau argilos-nămoloase (Molinion caeruleae), Păduri aluvionare cu Alnus glutinosa și Fraxinus excelsior (Alno-Padion, Alnion incanae, Salicion albae), Păduri de fag Luzulo-Fagetum, Păduri panonice cu Quercus petraea și Carpinus betulus, Păduri stepice euro-siberiene cu Quercus spp., Grohotișuri silicioase medio-europene, la altitudine înaltă.
La baza desemnării sitului se află mai multe specii protejate:
- amfibieni (1): izvoraș-cu-burta-galbenă (Bombina variegata)
- mamifere (9): liliac cârn (Barbastella barbastellus), vidră de râu (Lutra lutra), râs eurasiatic (Lynx lynx), liliac cu aripi lungi (Miniopterus schreibersii), liliac cu urechi mari (Myotis bechsteinii), liliac cu urechi de șoarece (Myotis blythii), liliac comun (Myotis myotis), liliacul mic cu potcoavă (Rhinolophus hipposideros), urs brun (Ursus arctos)
- nevertebrate (7): Carabus variolosus, croitorul mare al stejarului (Cerambyx cerdo), Euplagia quadripunctaria, Limoniscus violaceus, rădașcă (Lucanus cervus), Maculinea teleius, Rosalia alpina
- pești (1): zglăvoacă (Cottus gobio)

Pe lângă speciile protejate, pe teritoriul sitului au mai fost identificate 22 de specii de plante, 2 specii de mamifere, 2 specii de nevertebrate, 2 specii de reptile.